# فابريتسيو دي بولي
فابريتسيو دي بولي (بالإيطالية: Fabrizio De Poli)‏ هو لاعب كرة قدم إيطالي، ولد في 10 يناير 1958 في تومبولو في إيطاليا. لعب مع نادي بادوفا ونادي تريفيزو ونادي سبال ونادي لوكيزي ونادي ليفورنو.